# Фу Тешань, Михаил
Михаил Фу Тешань (кит.  傅铁山, 3 ноября 1931 год,  Цинъюань,провинция Хэбэй, Китай — 20 апреля 2007 год, Пекин, Китай) — архиепископ Китайской Патриотической церкви, ординарий пекинской архиепархии.

## Биография
С сентября 1941 года по июнь 1950 года обучался в духовной начальной семинарии в Пекине, потом до 1956 года изучал богословие и философию в Высшей духовной семинарии пекинской архиепархии.
В июле 1956 года был рукоположён в священники, после чего занимался пастырской деятельностью до июля 1979 года. В это же время изучал иностранные языки в Пекине. С января 1963 года по июнь 1966 учился в пекинском университете и одновременно работал, чтобы оплатить обучение.
21 декабря 1979 года Фу Тешань принял епископское рукоположение без согласия Святого Престола. В 1998 году был назначен китайским правительством Председателем Китайской Патриотической церкви.
Михаил Фу Тешань был сторонником Коммунистической партии КНР. Занимал различные государственные должности. В течение нескольских сроков избирался депутатом в высший законодательный орган страны. В 2003 году исполнял обязанности заместителя председателя Постоянного комитета Всекитайского собрания народных представителей.
Поддерживая китайское правительство, Михаил Фу Тешань выступал с осуждением событий на площади Тяньаньмэнь 1989 года и за запрещение Фалуньгуна. В 2000 году выступил против канонизации Святым Престолом 120 китайских мучеников. Преднамеренно проводил провокационные рукоположения в епископов, вызывавшие отрицательную реакцию Ватикана. Михаил Фу Тешань считался одним из главных препятствий для примирения между Римско-Католической и Китайской Патриотической церквами.
Умер 20 апреля 2007 года от рака лёгких. Его преемником на кафедре Пекина стал Иосиф Ли Шань (канонический архиепископ).